# Chácara
Chácara är en kommun i Brasilien.   Den ligger i delstaten Minas Gerais, i den sydöstra delen av landet, 800 km sydost om huvudstaden Brasília. Antalet invånare är 2 792.
Omgivningarna runt Chácara är huvudsakligen savann. Runt Chácara är det ganska tätbefolkat, med 67 invånare per kvadratkilometer.